# Yvonne Rüegg
Yvonne Rüegg (verheiratete Siorpaes; * 2. August 1938 in Chur) ist eine ehemalige Schweizer Skirennfahrerin.

## Karriere
Sie gewann bei den Olympischen Spielen 1960 in Squaw Valley wie ihr Clubkollege Roger Staub die Goldmedaille im Riesenslalom. Sowohl Rüegg wie Staub starteten für den Skiclub Arosa. Zudem wurde sie Neunte in der Abfahrt. Kurz darauf zog sie sich vom Skirennsport zurück. 1959 wurde sie Schweizer Meisterin in der Abfahrt.

## Privates
Rüegg heiratete später den italienischen Skirennläufer Roberto Siorpaes. Die Bobsportler Sergio und Gildo Siorpaes sind ihrer Schwäger.